# Jung-Israel
Jung-Israel war ein 1892 gegründeter zionistischer Studentenverein in Deutschland, der von Heinrich Loewe gegründet wurde. Gründungsmitglieder waren auch einige Ostjuden des Russisch-jüdisch-wissenschaftlichen Vereins sowie deutschsprachige Juden aus Kurland und Galizien. Ziel des Vereins war, das Bewusstsein der nationalen Zugehörigkeit des jüdischen Volkes zu wecken, sowie jüdisches Leben und jüdische Wissenschaft zu pflegen.  Jung-Israel gehört zum Kern der national-jüdischen Bewegung, der die geistigen Grundlagen für den Politischen Zionismus schuf.
Die Mitglieder verstanden sich als treue deutsche Staatsbürger jüdischer Nationalität. Dieses  Selbstverständnis führte zu Auseinandersetzungen, die in der jüdischen Presse ausgetragen wurden. Gegner der national-jüdischen Bewegung wiesen auf die Identität von Nation und Nationalstaat hin und sahen darin beinahe einen Antrag der Juden selbst, in Deutschland unter Fremdenrecht gestellt zu werden. ..Das Nationale im Judentum ist das Zufällige, die Religion das Bleibende.  Dem stand die von Jung-Israel vertretene Ansicht gegenüber, dass auch national eingestellte Juden treue Staatsbürger Deutschlands sein könnten. Die Behauptung, Israel sei eine Nation, könne auch die Frage der Staatsbürgerrechte für Juden in denjenigen Staaten aufwerfen, in denen sie ihnen als religiöser Gemeinschaft, jedoch nicht als ethnischer Einheit gewährt wurden.
Jung-Israel stieß weitgehend auf Ablehnung und schloss sich schließlich der Zionistischen Vereinigung in Wien an. In diesem Zusammenhang sollten von einem Kongress zusammen mit den Vereinigungen von Russland, Rumänien und Österreich die Ziele des politischen panjudaistischen Zionismus formuliert werden, die zu einer Reorganisation der Palästinakolonisation führen sollten.